# Primera División (Chile) 1964
Die Primera División 1964, auch unter dem Namen 1964 Campeonato Nacional de Fútbol Profesional bekannt, war die 32. Saison der Primera División, der höchsten Spielklasse im Fußball in Chile.
Die Meisterschaft gewann das Team von Universidad de Chile, das sich damit für die Copa Libertadores 1965 qualifizierte. Es war der vierte Meisterschaftstitel für den Klub. Tabellenletzter und somit Absteiger in die zweite Liga ist Ferrobadminton.

## Modus
Die 18 Teams spielen jeder gegen jeden mit Hin- und Rückspiel. Sieger ist die Mannschaft mit den meisten Punkten. Bei Punktgleichheit entscheidet das Torverhältnis. Sind die besten Teams um die Meisterschaft punktgleich, entscheidet ein Meisterschaftsendspiel um den Titel. Der Tabellenletzte steigt in die zweite Liga ab.

## Teilnehmer
Für Absteiger CD O’Higgins spielt Zweitligameister CD Green Cross nun in der Primera División. Folgende Vereine nahmen daher an der Meisterschaft 1964 teil:
| Mannschaft           | Stadt             |
| -------------------- | ----------------- |
| Audax Italiano       | Santiago de Chile |
| Colo-Colo            | Santiago de Chile |
| Coquimbo Unido       | Coquimbo          |
| Deportes La Serena   | La Serena         |
| Everton              | Viña del Mar      |
| Ferrobadminton       | Santiago de Chile |
| CD Green Cross       | Santiago de Chile |
| CD Magallanes        | Santiago de Chile |
| Palestino            | Santiago de Chile |
| Rangers de Talca     | Talca             |
| San Luis de Quillota | Quillota          |
| Santiago Morning     | Santiago de Chile |
| Santiago Wanderers   | Valparaíso        |
| Unión Española       | Santiago de Chile |
| Unión La Calera      | La Calera         |
| Unión San Felipe     | San Felipe        |
| Universidad Católica | Santiago de Chile |
| Universidad de Chile | Santiago de Chile |

## Tabelle
| Pl.                       | Verein               | Sp. | S  | U  | N  | Tore    | Diff. | Punkte |
| ------------------------- | -------------------- | --- | -- | -- | -- | ------- | ----- | ------ |
| 1.                        | Universidad de Chile | 34  | 21 | 10 | 3  | 072:280 | +44   | 52     |
| 2.                        | Universidad Católica | 34  | 18 | 7  | 9  | 078:500 | +28   | 43     |
| 3.                        | Santiago Wanderers   | 34  | 17 | 9  | 8  | 055:370 | +18   | 43     |
| 4.                        | CSD Colo-Colo (M)    | 34  | 18 | 4  | 12 | 075:520 | +23   | 40     |
| 5.                        | Rangers de Talca     | 34  | 15 | 10 | 9  | 059:580 | +1    | 40     |
| 6.                        | Unión Española       | 34  | 14 | 11 | 9  | 065:610 | +4    | 39     |
| 7.                        | Deportes La Serena   | 34  | 14 | 9  | 11 | 056:550 | +1    | 37     |
| 8.                        | Everton              | 34  | 14 | 7  | 13 | 067:560 | +11   | 35     |
| 9.                        | Unión La Calera      | 34  | 13 | 9  | 12 | 049:520 | −3    | 35     |
| 10.                       | CD Magallanes        | 34  | 12 | 10 | 12 | 055:510 | +4    | 34     |
| 11.                       | Audax Italiano       | 34  | 10 | 12 | 12 | 050:510 | −1    | 32     |
| 12.                       | Santiago Morning     | 34  | 11 | 7  | 16 | 053:640 | −11   | 29     |
| 13.                       | CD Green Cross (N)   | 34  | 11 | 6  | 17 | 036:520 | −16   | 28     |
| 14.                       | Coquimbo Unido       | 34  | 7  | 12 | 15 | 036:500 | −14   | 26     |
| 15.                       | Unión San Felipe     | 34  | 8  | 10 | 16 | 051:700 | −19   | 26     |
| 16.                       | CD Palestino         | 34  | 10 | 5  | 19 | 044:680 | −24   | 25     |
| 17.                       | San Luis de Quillota | 34  | 7  | 11 | 16 | 022:430 | −21   | 25     |
| 18.                       | Ferrobadminton       | 34  | 9  | 5  | 20 | 044:690 | −25   | 23     |
| Quelle: , Stand: Endstand |                      |     |    |    |    |         |       |        |

| (M) | Vorjahresmeister |
| (N) | Aufsteiger       |

## Beste Torschützen
| Rang | Spieler         | Klub    | Tore |
| ---- | --------------- | ------- | ---- |
| 1    | Daniel Escudero | Everton | 25   |